# Cambarinae
Cambarinae is een onderfamilie van kreeftachtigen uit de klasse van de Malacostraca (hogere kreeftachtigen).

## Geslachten
- Orconectes Cope, 1872
- Procambarus Ortmann, 1905